# Guamúchil
Guamúchil är en ort i Mexiko.   Den ligger i kommunen Salvador Alvarado och delstaten Sinaloa, i den västra delen av landet, 1 100 km nordväst om huvudstaden Mexico City. Guamúchil ligger 46 meter över havet och antalet invånare är 59 276.
Terrängen runt Guamúchil är huvudsakligen platt, men åt sydost är den kuperad. Runt Guamúchil är det ganska tätbefolkat, med 139 invånare per kvadratkilometer. Guamúchil är det största samhället i trakten. Runt Guamúchil är det i huvudsak tätbebyggt.